# The Edge of Love
The Edge of Love est un film britannique réalisé par John Maybury, sorti en juin 2008.
Le film se base sur la vie réelle du poète gallois Dylan Thomas, en s'inspirant notamment de la biographie de David N. Thomas, Dylan Thomas: A Farm, Two Mansions and a Bungalow. Il a pour principaux interprètes Keira Knightley, Sienna Miller, Cillian Murphy et Matthew Rhys dans le rôle de Dylan Thomas. 
La musique a été composée et supervisée par Angelo Badalamenti.

## Synopsis
Le film raconte les relations conflictuelles entre le poète gallois Dylan Thomas, sa femme, son amie d'enfance et son amant durant la Seconde Guerre mondiale.

## Fiche technique
- Titre : The Edge of Love
- Réalisation : John Maybury
- Scénario : Sharman Macdonald
- Photographie : Jonathan Freeman
- Montage : Emma E. Hickox
- Musique : Angelo Badalamenti
- Décors : Alan MacDonald
- Costumes : April Ferry
- Producteurs : Rebekah Gilbertson, Sarah Radclyffe
- Sociétés de production : BBC Films, Capitol Films, Hindsight Media, Sarah Radclyffe Productions, Wales Creative IP Fund
- Sociétés de distribution : Capitol Films (États-Unis), Lionsgate UK (Royaume-Uni)
- Budget :
- Tournage : du 7 mai 2007 au 30 juin 2007
- Pays d'origine :  Royaume-Uni
- Format : Couleurs - 2,35:1 - DTS / Dolby Digital / SDDS - 35 mm
- Genre : Drame, Biopic
- Durée : 110 minutes
- Dates de sortie : 
  -  Royaume-Uni : 18 juin 2008

## Distribution
- Keira Knightley (VF : Sybille Tureau) : Vera Phillips
- Sienna Miller (VF : Ingrid Donnadieu) (version DVD) : Caitlin MacNamara
- Cillian Murphy (VF : Mathias Kozlowski) : William Killick
- Matthew Rhys : Dylan Thomas
- Lisa Stansfield : Ruth Williams
- Graham McPherson : Al Bowlly
- Camilla Rutherford : Nicolette
- Alastair Mackenzie : Anthony Devas
- Richard Dillane : le lt-col. David Talbot Rice
- Huw Ceredig : John Patrick
- Simon Armstrong : Wilfred Hosgood
- Rachel Essex : Mel
- Nick Stringer : PC Williams
- Anthony O'Donnell : Jack Lloyd
- Rachel Bell : La sage-femme
- Anne Lambton : Anita Shenkin
- Karl Johnson (en): Dai Fred
- Richard Clifford: Alistair Graham
- Bethany Towell: Rowatt 1 mois

 Source et légende : version française (VF) sur RS Doublage

## À noter
- L'histoire est inspiré des faits réels du poète gallois Dylan Thomas pendant la Seconde Guerre mondiale.
- Le film a fait sa première mondiale à l'ouverture du Festival international du film d'Édimbourg le 18 juin 2008
- La scénariste du film Sharman Macdonald n'est autre que la mère de l'actrice principale Keira Knightley.

## Bande originale
Par Angelo Badalamenti. Le cd a reçu une bonne critique de la part du site AllMusic.
La bande son de The Edge Of Love comprend des performances de Siouxsie Sioux, Suggs, Madeleine Peyroux, Patrick Wolf, et Beth Rowley.

### Liste des pistes
1. Lovers Lie Abed
2. Overture/Blue Tahitian Moon
3. Underground Shelter
4. Hang Out The Stars In Indiana
5. After The Bombing/Hang Out The Stars In Indiana (chanté par Suggs)
6. A Stranger Has Come
7. Fire To The Stars
8. Careless Talk (chanté par Beth Rowley)
9. Careless Love (chanté par Madeleine Peyroux)
10. Love Me
11. Careless Talk
12. Drifting And Dreaming
13. Home Movies
14. Under Fire
15. Maybe It's Because I Love You Too Much
16. Vera Begs Dylan
17. Vera's Theme
18. Holding Rowatt
19. Careless Love (chanté par Siouxsie)
20. Caitlin's Theme

## Distinctions
- Sienna Miller a reçu une nomination comme meilleur second rôle féminin à la cérémonie des British Independent Spirit.